# Interprovincial Championship 1978-79
El Interprovincial Championship de 1978-79 fue la trigésimo tercera edición del torneo de equipos provinciales de la Isla de Irlanda, es decir tanto de la República de Irlanda como de Irlanda del Norte.

## Sistema de disputa
El torneo se disputó en formato de todos contra todos, otorgando 2 puntos por el triunfo, 1 por el empate y 0 por la derrota. El equipo que obtuviera más puntos al final del campeonato era declarado campeón.

## Desarrollo
- Tabla de posiciones:[1]

| Pos. | Equipo         | Encuentros | Encuentros | Encuentros | Encuentros | Tantos | Tantos | Tantos | Puntos |
| Pos. | Equipo         | PJ         | PG         | PE         | PP         | F      | C      | Dif    | Puntos |
| ---- | -------------- | ---------- | ---------- | ---------- | ---------- | ------ | ------ | ------ | ------ |
| 1.º  | Munster Rugby  | 3          | 3          | 0          | 0          | 42     | 12     | +30    | 6      |
| 2.º  | Leinster Rugby | 3          | 2          | 0          | 1          | 25     | 21     | +4     | 4      |
| 3.º  | Ulster Rugby   | 3          | 1          | 0          | 2          | 20     | 24     | -4     | 2      |
| 4.º  | Connacht Rugby | 3          | 0          | 0          | 3          | 13     | 43     | -30    | 0      |

|  | Campeón. |

### Resultados
| 1978 | Leinster | 9 - 3 | Ulster |  |  |

| 1978 | Leinster | 13 - 6 | Connacht |  |  |

| 1978 | Munster | 11 - 6 | Ulster |  |  |

| 1978 | Munster | 12 - 3 | Leinster |  |  |

| 1978 | Munster | 19 - 3 | Connacht |  |  |

| 1978 | Ulster | 11 - 4 | Connacht |  |  |

| Bandera de Irlanda   |
| Campeón Munster      |
| Décimo cuarto título |